# Strzelanina w klubie nocnym w Orlando
Strzelanina w klubie nocnym Pulse w Orlando – strzelanina, do której doszło 12 czerwca 2016 roku w klubie Pulse przeznaczonym dla społeczności LGBT, w mieście Orlando, w amerykańskim stanie Floryda. W masakrze zginęło 50 osób, a 53 osoby zostały ranne. Zamachu dokonał 29-letni Omar Mir Seddique Mateen, Amerykanin, którego rodzice wyemigrowali do Stanów Zjednoczonych z Afganistanu.
Policja w Orlando traktuje zamach jako akt terroryzmu krajowego. Przed atakiem, według doniesień medialnych, podczas rozmowy telefonicznej z policją zamachowiec przysiągł wierność tzw. Państwu Islamskiemu, które wzięło na siebie odpowiedzialność za strzelaninę.
Atak ten do dnia 1 października 2017 roku pozostawał najbardziej krwawą strzelaniną dokonaną przez jedną osobę w dziejach Stanów Zjednoczonych. Jednocześnie pozostaje najbardziej krwawym atakiem terrorystycznym na terytorium USA od zamachów z 11 września 2001 roku oraz najbardziej krwawym aktem przemocy wobec osób LGBT.

## Przebieg zamachu

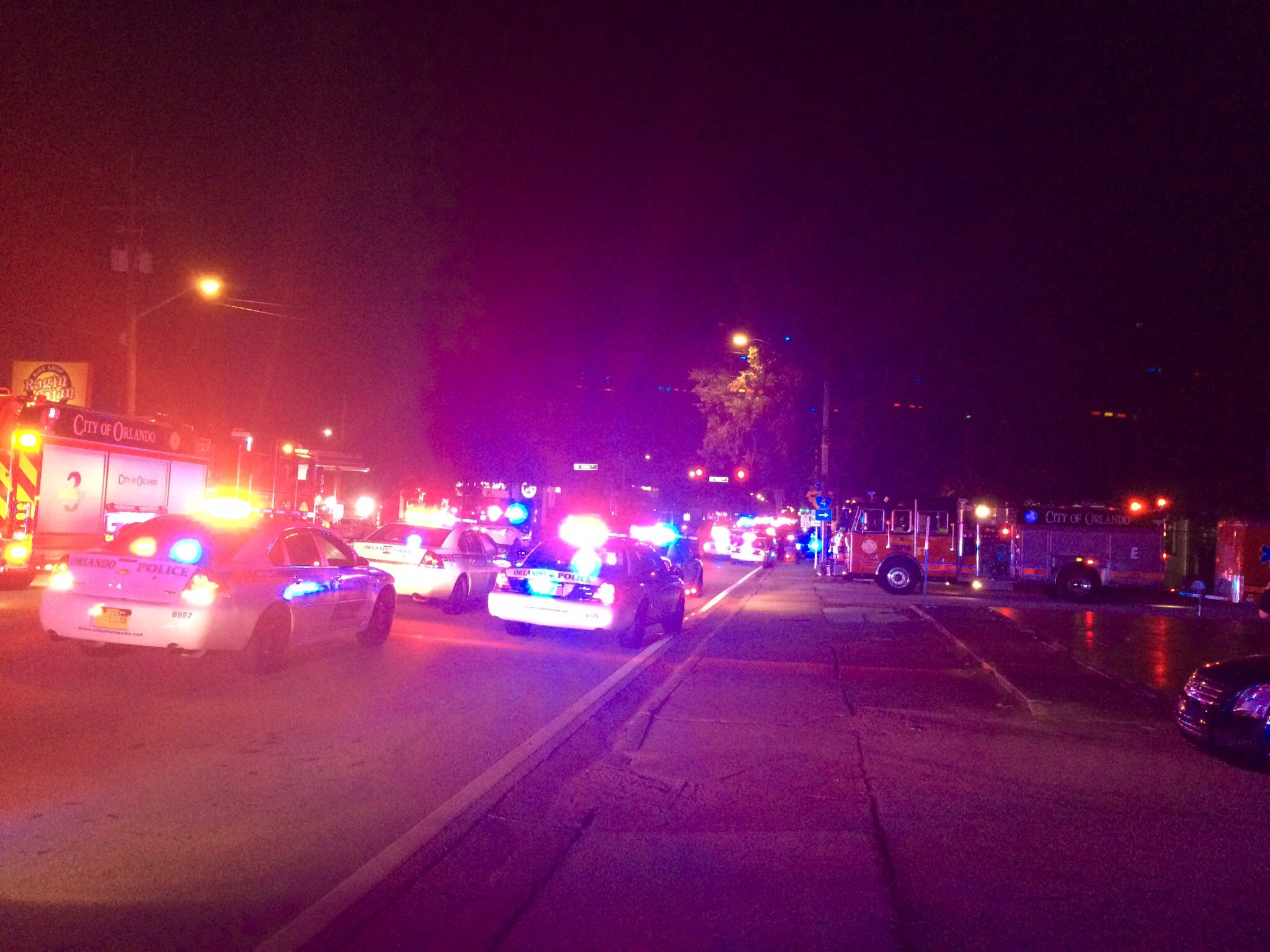
Służby porządkowe odpowiadają na wezwanie do klubu

W nocy z 11 na 12 czerwca 2016 roku klub gejowski Pulse organizował Noc latynoską dla homoseksualnych par, w których partnerzy byli pochodzenia latynoskiego. W klubie było w tamtym czasie około 320 osób. Już w dniu 12 czerwca 2016 roku, około 2:00 w nocy czasu wschodniego, w klubie gejowskim Pulse serwowano ostatnie drinki na koniec wspomnianej imprezy. W tym samym momencie terrorysta przyjechał pod klub wynajętym vanem. Napastnik wszedł następnie do budynku, uzbrojony w karabin SIG MCX i pistolet typu Glock. O 2:02 dało się w klubie i okolicach po raz pierwszy słyszeć strzały z broni palnej, a przydzielony do ochrony imprezy oficer policji miasta Orlando, którego wcześniej napastnik ominął przy wejściu do środka, odpowiedział ogniem i rozpoczęła się strzelanina; napastnik przedostał się do wnętrza zatłoczonego klubu i zaczął strzelać w tłum, zabijając dziesiątki osób.
Ludzie zaczęli się chować w różnych słabo widocznych miejscach klubu i komunikować się z rodzinami i znajomymi przez SMS-y. Co najmniej 70 osobom udało się wydostać z klubu po pierwszych strzałach napastnika. Kilka minut później, o 2:09, klub Pulse zamieścił na swoim profilu w serwisie społecznościowym Facebook wezwanie „Wszyscy uciekajcie z Pulse i biegnijcie jak najdalej”. Napastnik był uzbrojony w karabin SIG-Sauer MCX, pistolet Glock 17 i bliżej nieznane urządzenie, które służby uznały za zagrożenie. Na miejscu pojawiły się dodatkowe siły policyjne i również dołączyły do strzelaniny, wobec czego napastnik wziął ocalałe osoby w środku klubu za zakładników.
Na miejscu pojawiły się dziesiątki funkcjonariuszy rozmaitych służb reagowania kryzysowego, w tym zastępcy szeryfa hrabstwa Orange i agenci FBI, a także ratownicy i strażacy z trzech jednostek straży pożarnej. Gdy zamachowiec zabarykadował się w klubie i wziął zakładników, na miejscu pojawił się również policyjny negocjator. Terrorysta zapewniał, że posiada przy sobie ładunek wybuchowy. Policja poinformowała o przeprowadzeniu kontrolowanej eksplozji w celu rozproszenia uwagi napastnika.

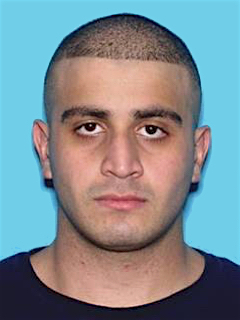
Zdjęcie z dokumentu prawa jazdy Mateena (sprawcy strzelaniny)

Około 5:00 czasu lokalnego funkcjonariusze SWAT weszli do klubu i rozpoczęła się wymiana ognia ze sprawcą. W wyniku akcji trzydzieścioro zakładników zostało uwolnionych, a jeden z policjantów otrzymał niegroźne obrażenia głowy, i z uszkodzonym okiem został przewieziony do szpitala. O 5:53 w nocy policja miasta Orlando potwierdziła, że w szturmie na miejscu zginął również napastnik.
Na wieść o sytuacji kryzysowej dziesiątki osób zgłosiło się do regionalnych centrów krwiodawstwa i uruchomionych w tym celu specjalnych autobusów by oddać krew. Lokalne centrum społeczności LGBT uruchomiło także pomoc psychologiczną dla osób, które przeżyły zamach.
Tego samego dnia inny mężczyzna został aresztowany w drodze na festiwal w mieście West Hollywood (w którym osoby orientacji homoseksualnej stanowią ponad jedną trzecią mieszkańców). W jego samochodzie znaleziono broń palną i amunicję. Nie są znane powiązania pomiędzy tym zajściem a zamachem w Orlando. Z powodu zatrzymania mężczyzny, zwiększono ochronę odbywającego się festiwalu.

## Śledztwo

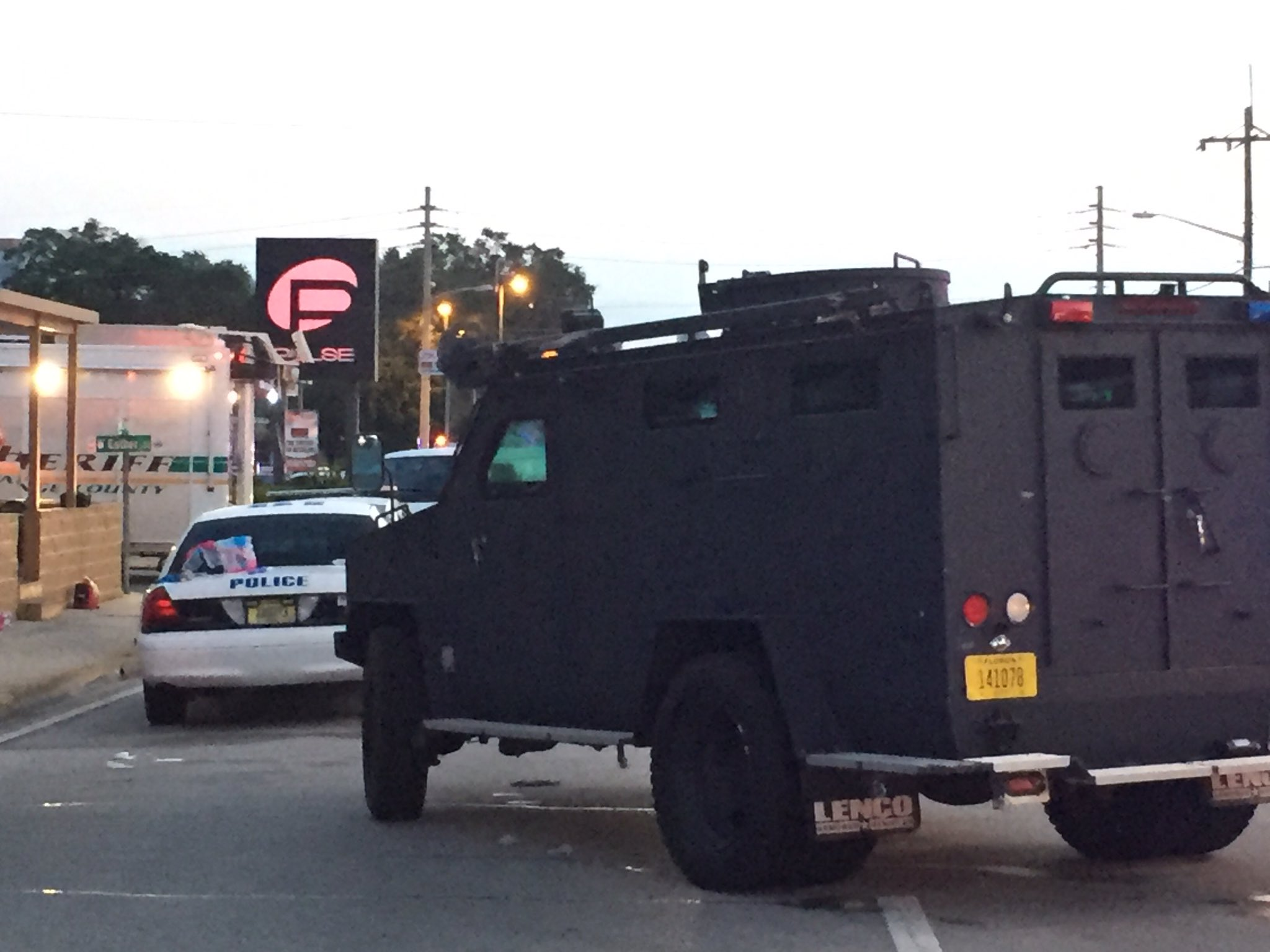
Półciężarówka grupy antyterrorystycznej SWAT przed klubem Pulse

Szef policji miasta Orlando, John Mina, nazwał strzelaninę aktem „samotnego wilka” i przykładem rodzimego terroryzmu (domestic terrorism). Możliwości takiej nie wykluczył również Ron Hopper z FBI, który kierował śledztwem na miejscu zdarzenia. Rodzime pochodzenie sprawcy potwierdził także szeryf hrabstwa Orange, Jerry Demings: „To wydarzenie, jak mi się zdaje, z pewnością można sklasyfikować jako przykład terroryzmu o podłożu rodzimym”. Spytany o możliwe związki zamachowca z ekstremizmem islamistycznym potwierdził, że śledczy spotkali się z sugestiami, jakoby sprawca faktycznie miał skłonność do takiej właśnie ideologii. John Mina przyznał także, że sprawca był zorganizowany, dobrze przygotowany, i że nie pochodził z okolicy Orlando.
FBI stworzyło specjalną linię telefoniczną do zgłaszania informacji mogących pomóc w śledztwie. Jednocześnie jedno z kont w portalach społecznościowych powiązanych z PI wyraziło „radość z powodu ataku”. PI rzekomo wzięła na siebie odpowiedzialność za strzelaninę.
Mina poinformował również, że przy zabitym zamachowcu znaleziono broń ręczną, karabin szturmowy Colt AR-15 oraz zapas amunicji.
Po zakończeniu strzelaniny funkcjonariusze kilku federalnych, stanowych i lokalnych służb mundurowych (w tym FBI, ATF, Departamentu Sprawiedliwości Stanu Floryda oraz biura szeryfa hrabstwa St. Lucie i policji miasta Fort Pierce) przeszukały dom Mateena w Fort Pierce, a także drugi, w mieście Port St. Lucie; na miejscu obecni byli także saperzy.

## Ofiary
W trakcie zajścia zginęło 50 osób, w tym zamachowiec. 53 osoby odniosły obrażenia, w tym jeden policjant, który został raniony podczas akcji. Wielu spośród rannych znalazło się w stanie krytycznym. Klub nocny Pulse znajduje się zaledwie trzy przecznice od regionalnego centrum medycznego w Orlando, głównego centrum urazowego w regionie, dokąd przewieziono większość poszkodowanych; część trafiła do dwóch bardziej oddalonych szpitali.
Nazwiska ofiar, magistrat miejski podał do wiadomości publicznej dopiero wtedy, gdy o śmierci powiadomiono najbliższych. Oficjalnie potwierdzono śmierć następujących osób (lista w kolejności alfabetycznej):

1. Stanley Almodovar III (lat 23)
2. Amanda Alvear (lat 25)
3. Oscar Aracena-Montero (lat 26)
4. Rodolfo Ayala-Ayala (lat 33)
5. Antonio Brown (lat 30)
6. Darryl Burt II (lat 29)
7. Angel Candelario-Padro (lat 28)
8. Juan Chevez-Martinez (lat 25)
9. Luis Conde (lat 39)
10. Cory Connell (lat 21)
11. Tevin Crosby (lat 25)
12. Anthony Disla (lat 25)
13. Deonka Drayton (lat 32)
14. Leroy Fernandez (lat 25)
15. Simon Fernandez (lat 31)
16. Mercedez Flores (lat 26)
17. Peter Gonzalez-Cruz (lat 22)
18. Juan Guerrero (lat 22)
19. Paul Henry (lat 41)
20. Frank Hernandez (lat 27)
21. Miguel Honorato (lat 30)
22. Javier Jorge-Reyes (lat 40)
23. Jason Josaphat (lat 19)
24. Eddie Justice (lat 30)
25. Christopher Leinonen (lat 32)
26. Omar Mateen (lat 29)
27. Alejandro Martinez (lat 21)
28. Brenda McCool (lat 49)
29. Gilberto Menendez (lat 25)
30. Kimberly Morris (lat 37)
31. Akyra Murray (lat 18)
32. Luis Ocasio-Capo (lat 20)
33. Geraldo Ortiz-Jimenez (lat 25)
34. Eric Ortiz-Rivera (lat 36)
35. Joel Paniagua (lat 32)
36. Jean Perez (lat 35)
37. Enrique Rios Jr. (lat 25)
38. Jean Rodriguez (lat 27)
39. Xavier Rosado (lat 35)
40. Christopher Sanfeliz (lat 24)
41. Yilmary Solivan (lat 24)
42. Edward Sotomayor (lat 34)
43. Shane Tomlinson (lat 33)
44. Martin Torres (lat 33)
45. Jonathan Vega (lat 24)
46. Franky Velazquez (lat 50)
47. Juan Velazquez (lat 37)
48. Luis Vielma (lat 22)
49. Luis Wilson-Leon (lat 37)
50. Jerald Wright (lat 31)

## Reakcje

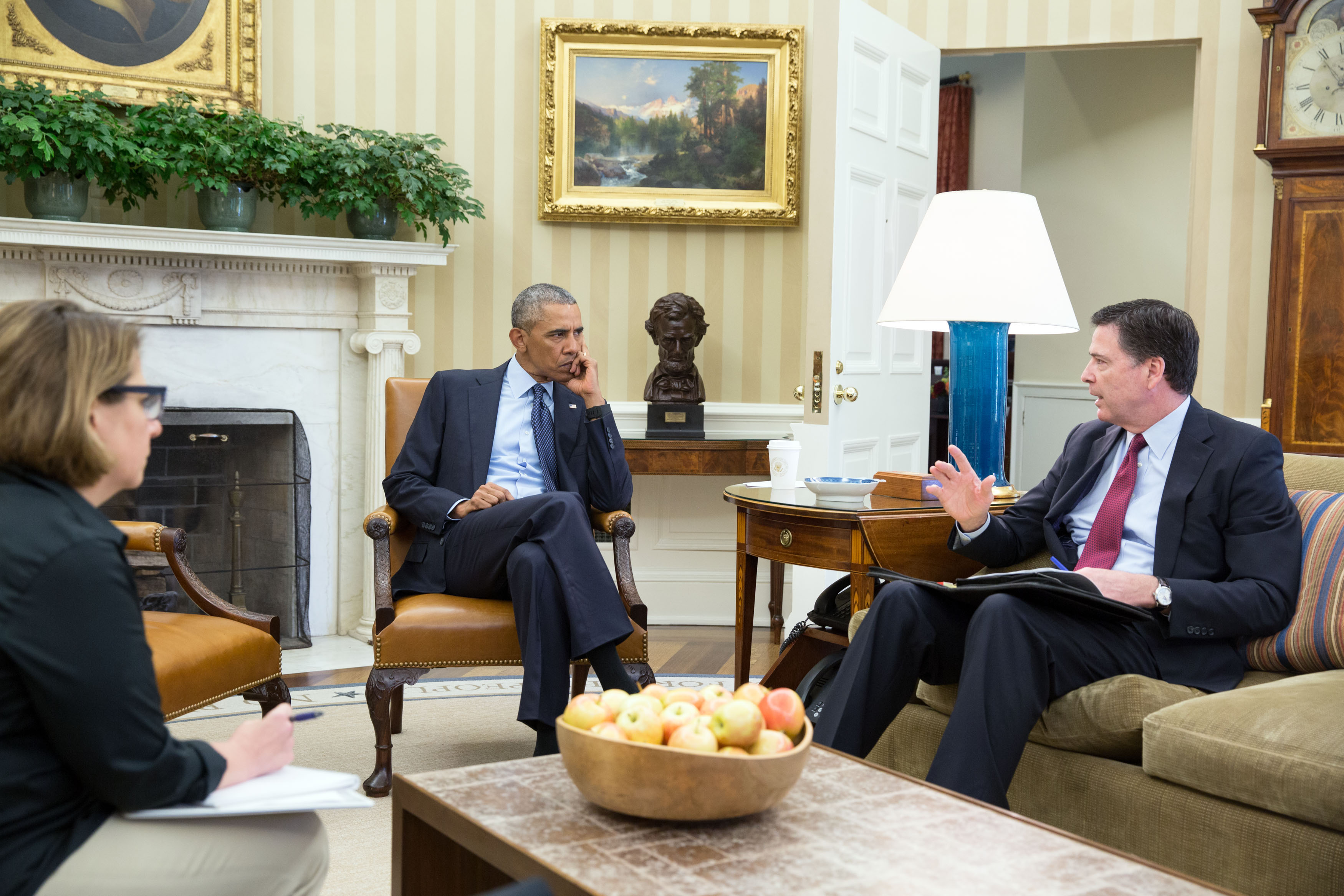
Prezydent Obama wysłuchuje raportu na temat zamachu od dyrektora FBI Jamesa Comeya w Gabinecie Owalnym Białego Domu. Po lewej: doradca do spraw bezpieczeństwa narodowego Lisa Monaco

W następstwie ataków policja w wielu miastach USA zwiększyła częstotliwość patrolowania dzielnic o silnej społeczności gejowskiej, takich jak Boystown w Chicago i podobne dzielnice w Nowym Jorku, San Francisco i Waszyngtonie.
Biały Dom wydał oświadczenie, w którym złożył kondolencje ofiarom i ich najbliższym. Prezydent USA Barack Obama polecił rządowi federalnemu udzielić wszelkiej niezbędnej pomocy, aby „przeprowadzić dochodzenie i wesprzeć [lokalną] społeczność”. W krótkim przemówieniu prezydent nazwał atak „aktem nienawiści” i „aktem terroru”.
Gubernator Florydy Rick Scott wydał oświadczenie, w którym złożył wyrazy wsparcia wszystkim poszkodowanym, i zaznaczył, że stanowe służby ratunkowe monitorują sytuację. Senator z Florydy Marco Rubio powiedział, że „opłakuje poległych i modli się za tych, którzy ucierpieli w tym bezsensownym akcie nienawiści, przemocy i terroru”.
Burmistrz Orlando, Buddy Dyer, ogłosił stan wyjątkowy dla miasta i poprosił gubernatora Scotta o wprowadzenie stanu wyjątkowego na terenie całego stanu.
Portal społecznościowy Facebook, dla osób logujących się w rejonie Orlando, włączył funkcję Safety Check, która pozwala użytkownikom serwisu poinformować krewnych i znajomych o tym, że jest się bezpiecznym.

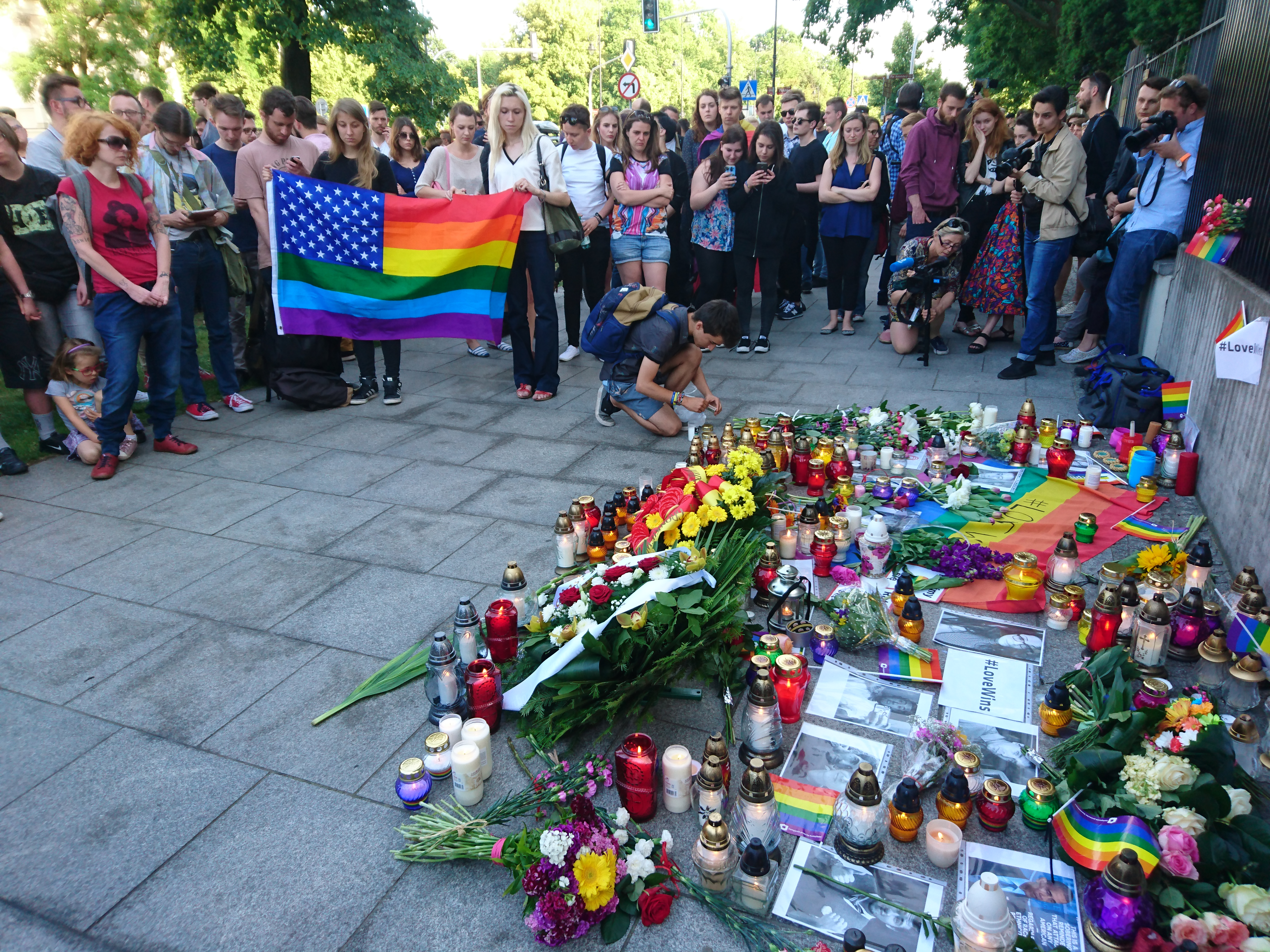
Demonstracja solidarności z ofiarami przed Ambasadą Stanów Zjednoczonych w Warszawie

Wyrazy wsparcia, szoku i współczucia dla ofiar wyraziło wieledziesiąt tysięcy osób na portalach społecznościowych, w tym wszyscy kandydaci na prezydenta, kongresmeni i inni amerykańscy politycy. Kondolencje i wyrazy smutku przesłało także wiele głów państw z całego świata, m.in.: prezydent Francji François Hollande, premier Włoch Matteo Renzi oraz papież Franciszek.
Na wieść o ataku, w kilkudziesięciu miastach Stanów Zjednoczonych, zebrały się tłumy na cichych czuwaniach i marszach milczenia. Podobne znaki solidarności z ofiarami złożyli mieszkańcy i władze wielu miast na świecie. W Tel Awiwie ratusz podświetlono w kolorach tęczowej flagi, a mieszkańcy przed nim składali wieńce i kwiaty. W Rzymie tłum zebrał się na czuwaniu w pobliżu Koloseum, podobne spotkania miały także miejsce w Paryżu, São Paulo i Guadalajarze, a także m.in. przed ambasadą USA w Santiago, w mieście Gwatemala i Toronto.
Amerykańska wokalistka Christina Aguilera wydała singel charytatywny „Change”. Zyski ze sprzedaży wydawnictwa przeznaczone zostały dla osób poszkodowanych w wyniku zamachu.
Także artystka Sia dwa miesiące później (wrzesień 2016) wydała singiel The Greatest oddający hołd ofiarom strzelaniny w Orlando. W teledysku wzięło udział 49 tancerzy (razem z Maddie Ziegler, którzy reprezentowali poległych podczas ataku). Teledysk ten jest bardzo symboliczny – rozpoczyna się hasztagiem #WeAreYourChildren, na początku widzimy tłum bawiących się ludzi, pod koniec upadają jakoby zostaliby zastrzeleni, a w tle widać podziurawioną ścianę (od pocisków). Piosenka doczekała się dwóch wersji. Teledysk zyskał ponad 765 milionów wyświetleń.